# Eos Guitar Quartet
Das Eos Guitar Quartet ist ein Schweizer Gitarrenquartett.

## Geschichte
Gegründet wurde das Ensemble 1988 in Zürich von den vier Gitarristen Marcel Ege, Martin Pirktl, David Sautter und Michael Winkler, die sich während des Studiums an der Zürcher Musikakademie kennengelernt hatten. Es nannte sich zunächst Zürcher Gitarrenquartett, erhielt dann aber bald von seinen Mitgliedern den Namen der griechischen Göttin der Morgenröte verliehen. 2013 trat Martin Pirktl aus und wurde durch den aus Argentinien stammenden Gitarristen Julio Azcano ersetzt.
Das Eos Guitar Quartet gilt als eine der «wenigen herausragenden Formationen seiner Art» (Basler Zeitung). Die gute Rezeption beim Publikum und bei der Kritik führte zu Konzerten und Auftritten an Festivals, zum Beispiel in Córdoba, Havanna oder Moskau. 2015 bestritt das Ensemble eine grössere China-Tournee. Bisher veröffentlichte das Quartett acht Tonträger.
Das Eos Guitar Quartet betätigte sich 2011 bis 2014 zudem als Organisator des Festivals InGuitar im Casinotheater Winterthur.

## Repertoire
Das Repertoire des Eos Guitar Quartets umfasst Musik von Klassik über Jazz, Rock, Flamenco bis zur zeitgenössischen Avantgarde. Die vier Musiker arrangieren bekannte und unbekannte Orchester- und Kammermusikwerke, Opernouvertüren und -melodien.
Zum zwanzigjährigen Bestehen hat das Eos Guitar Quartet die CD 20+ mit einundzwanzig Stücken zeitgenössischer Komponisten herausgebracht, die diese eigens für das Ensemble geschrieben haben; darunter finden sich  Werke von Paco de Lucía, John McLaughlin, Ralph Towner, Leo Brouwer oder Egberto Gismonti.

## Diskografie
- Eos Guitar Quartet (Biber Records; 1992)
- Danza Ritual (Biber Records; 1995)
- Piazzolla 4 Seasons 4 Guitars (Divox; 2000)
- Quadra (Deutsche Grammophon; 2002)
- Eos Guitar Quartett 20+ (Eos Guitar Edition; 2009)
- Jürg Kindle – The Guitar Quartets (Les Productions d'Oz; 2014)
- Eos Guitar Quartet live (Eos Guitar Edition; 2018)
- Highlights 30th anniversary limited edition (Vinyl-Doppelalbum; Eos Guitar Edition; 2019)
- «El Alma de Paco» – A Tribute to Paco de Lucia (Eos Guitar Edition; 2021)

## Ehrungen
- 2009: Kulturpreis der Stadt Uster
- 2020: Werkjahr Stadt Zürich